# 2018年5月香港熱浪
2018年5月香港熱浪指香港於2018年5月受反氣旋持續正面吹襲影響，從而出現的持續高溫事件，影響包括5月17-31日出現熱浪，更因此出現全年最高溫，此紀錄是史無前例。過去夏季的熱浪所創的紀錄部分也被是次熱浪打破。即使受颱風山竹影響，最高氣溫仍打破9月中旬的紀錄。是次熱浪是由於2018年4月反聖嬰現象結束後海溫上升極快，導致華南上空之高空反氣旋明顯偏強，氣壓梯度因而受抑制。
而9月的熱浪指山竹影響下，天文台錄得破紀錄35.1℃。

## 主要原因
是次熱浪是由於2018年4月反聖嬰現象結束後海溫上升極快，導致華南上空之高空反氣旋明顯偏強，氣壓梯度因而受抑制。

## 溫度狀況
在反氣旋持續正面吹襲下，氣壓梯度受抑制，5月天氣異常炎熱及少雨，天文台在17日至31日連續15日錄得最高氣溫33.0℃或以上，創下香港史上5月最長熱浪，打破了1963年5月16日至23日連續8日的舊紀錄。連同5月3日，該月有16日錄得最高氣溫33.0℃或以上，是自1884年以來酷熱日數最多的5月，打破了1963年5月錄得13日的舊紀錄。另外，本月21日、24日、26日、29至31日均錄得熱夜，致使全月熱夜日數達到6日，打破1991年5月錄得5日的舊紀錄。天文台在5月18日6：45至6月1日18：45期間發岀了長達348小時的酷熱天氣警告，是自2000年酷熱天氣警告設立以來生效第二長的時間，僅次於2020年7月11日6：45至7月30日17：45，總生效時數達467小時的空前紀錄。
熱浪襲港期間，天文台分別錄得有紀錄以來最熱的小滿（34.7℃）及佛誕日(34.8℃)，而於29日天文台錄得最高氣溫35.3℃（大埔更錄得最高氣溫38.1℃），翌日錄得全年最高氣溫35.4℃，是自1884年以來5月份第二高溫紀錄，僅次於1963年5月31日的35.5℃。雨量方面，2018年1至5月累計雨量僅175毫米，是有紀錄以來第二少的雨量，僅次於1963年1至5月的40.1毫米總雨量，而在12至25日期間天文台總部沒有錄得降雨。

## 結束
在6月開始，熱帶風暴艾雲尼形成及其後與低壓槽及活躍偏南氣流相關的驟雨，終於為香港帶來期待已久的雨水,亦結束了今次熱浪。
1. ↑  香港天文台. . 2018-07-04.（繁體中文）